# Martin Nettesheim
Martin Nettesheim (* 17. April 1964 in Stuttgart) ist ein deutscher Rechtswissenschaftler und Experte im Europa- und Völkerrecht sowie im deutschen Staats- und Verfassungsrecht.

## Werdegang
Nettesheim studierte von 1983 bis 1987 Rechtswissenschaft und Volkswirtschaft an der  Albert-Ludwigs-Universität in Freiburg im Breisgau und der Freien Universität Berlin. Nach einem einjährigen Forschungsaufenthalt an der University of Michigan in Ann Arbor erfolgte 1993 die Promotion. In der Zeit von 1994 bis 1999 war Nettesheim als wissenschaftlicher Assistent am Institut für Völker- und Europarecht der Freien Universität Berlin und habilitierte sich 1999 dort. Er war zudem als Lehrbeauftragter für Europarecht an der Universität Potsdam tätig.
Im Jahr 1999 erfolgte die Berufung auf den Lehrstuhl für Staats- und Verwaltungsrecht, Europarecht und Völkerrecht an der Universität Tübingen als Nachfolger von Thomas Oppermann. Zugleich übernahm er die Leitung des Tuebingen University Center for International Economic Law (TURCIEL). Nettesheim lehrte als Gastprofessor an Universitäten in Berkeley, Miami, Nanjing und Kyōto Europarecht und Internationales Wirtschaftsrecht. Er war von 2003 bis 2005 Dekan der Juristischen Fakultät der Universität Tübingen.
Seine Forschungsinteressen sind nationales Staatsorganisationsrecht, Grundrechtsschutz, Verfassungsfragen des Europarechts und Rechtsfragen des europäischen und internationalen Wirtschaftsrechts.
Seit 2021 ist er Mitglied im Netzwerk Wissenschaftsfreiheit.
Nettesheim hat Meta Platforms, vormals Facebook, zur Umgehung der DSGVO über eine angeblich vertragliche Pflicht zur Bereitstellung von Werbung beraten und entsprechend publiziert. Im Urteil C-252/21 Bundeskartellamt wurde diese Umgehung der DSGVO allerdings vom EuGH verworfen. Nach einer inhaltlich im Zusammenhang stehenden Entscheidung des EDSA und der irischen Datenschutzbehörde wurde Meta eine Strafe von insgesamt € 390 Millionen auferlegt.
Nettesheim ist seit 2005 mit der deutschen Althistorikerin Susanna Elm verheiratet.

## Schriften
- Die Bekämpfung von "Störungen des Wettbewerbs" nach § 32f GWB. Verfassungsrechtliche Einordnung und Kritik (= Tübinger Schriften zum Staats- und Verwaltungsrecht, Bd. 111). Duncker & Humblot, Berlin 2024, ISBN 978-3-428-19134-5.
- Data protection in contractual relationships (Art. 6(1)(b) GDPR). lexxion, Berlin 2024, ISBN 978-3-86965-414-0.
- Impfpflichten. Verfassungsrechtliche Konflikte zwischen Körperidentität, Selbstbestimmung und öffentlicher Gesundheitspolitik (= Studien zum Medizin- und Gesundheitsrecht, Bd. 8). Mohr Siebeck, Tübingen 2023, ISBN 978-3-16-162192-5.

- Verfassungsrecht und Unternehmenshaftung. Verfassungsrechtliches Freiheitskonzept und präventionsgetragene Verschärfung des Wettbewerbssanktionsrechts. Mohr Siebeck, Tübingen 2018, ISBN 978-3-16-155894-8.
- mit Claus Dieter Classen: Europarecht. Ein Studienbuch. 8., neu bearbeitete Auflage. Beck, München 2018, ISBN 978-3-406-72633-0.
- mit Jens Meyer-Ladewig, Stefan von Raumer: EMRK. Handkommentar. 4. Auflage. Nomos, Baden-Baden 2017, ISBN 978-3-8487-1076-8.
- Liberaler Verfassungsstaat und gutes Leben. Über verfassungsrechtliche Grenzen ethisch imprägnierter Gesetzgebung (= Schönburger Gespräche zu Recht und Staat. Bd. 28). Schöningh, Paderborn 2017, ISBN 978-3-506-78849-8.
- Umfassende Freihandelsabkommen und Grundgesetz. Verfassungsrechtliche Grundlagen der Zustimmung zu CETA (= Tübinger Schriften zum internationalen und europäischen Recht. Band 103). Duncker & Humblot, Berlin 2017, ISBN 978-3-428-85351-9.
- Die „haushaltspolitische Gesamtverantwortung“ in der Rechtsprechung des BVerfG. In: Peter Brandt (Hrsg.): Verfassung und Krise. Erträge des Symposions des Dimitris-Tsatsos-Instituts für Europäische Verfassungswissenschaften an der FernUniversität in Hagen am 29. und 30. November 2013 (= Veröffentlichungen des Dimitris-Tsatsos-Instituts für Europäische Verfassungswissenschaften, 16). Berliner Wissenschafts-Verlag, Berlin 2015, S. 11–35.
- Gesetzgebungsverfahren im europäischen Staatenverbund. Zwischen Voluntarismus und Loyalitätspflicht. Nomos, Baden-Baden 2014, ISBN 978-3-8487-1132-1.
- mit Martin Gebauer, Tamotsu Isomura, Hiruyuki Kansaku (Hrsg.): Alternde Gesellschaften im Recht. Japanisch-deutsches Symposium in Tübingen vom 3. bis 4. September 2012. Mohr Siebeck, Tübingen 2015, ISBN 978-3-16-153590-1.
- mit Stefan Thomas: Entflechtung im deutschen Kartellrecht. Wettbewerbspolitik, Verfassungsrecht, Wettbewerbsrecht (= Tübinger rechtswissenschaftliche Abhandlungen. Band 112). Mohr Siebeck, Tübingen 2011, ISBN 978-3-16-150854-7.
- Die mitgliedstaatliche Durchführung von EG-Richtlinien. Eine Untersuchung am Beispiel der Luftqualitätsrahmenrichtlinie. Duncker & Humblot, Berlin 1999, ISBN 3-428-09630-4.
- Ziele des Antidumping- und Antisubventionsrechts. Eine Darstellung am Beispiel des Rechts der USA mit Bezügen zum Recht der Europäischen Gemeinschaften. Beck, München 1994, ISBN 3-406-37638-X.